# Língua yine
O yine (ou piro) é uma língua da família linguística arawak falada no Brasil.

## Variedades
As variedades linguísticas do yine (piro) segundo Ramirez (2020: 244):
- o chontaquiro, simirinche ou upatarinavo no rio Ucayali
- o manchineri (manatinavo) no rio Purus
- o kuxitineri (kuxiti-neri, kushichineri, kujigeneri, cusitinavo) no alto Purus peruano (em 1886, no rio Curumahá ou rio Curanja, e talvez no rio Cujar)
- o kuniba (kunibo) e katukina (Johann Natterer 1833) no rio Juruá
- o canamare (canamirim, canamary) no rio Iaco, afluente do rio Purus (von Spix 1819)
- o mashco-piro no rio Madre de Deus (espanhol: rio Madre de Dios)